# The Great Western
The Great Western è il primo album in studio da solista del cantante e chitarrista britannico James Dean Bradfield, noto come frontman del gruppo Manic Street Preachers, pubblicato nel 2006.

## Tracce
Testi e musiche di James Dean Bradfield, eccetto dove indicato.
1. That's No Way to Tell a Lie – 3:05
2. An English Gentleman – 3:05
3. Bad Boys and Painkillers – 3:49 (testo: Nicky Wire)
4. On Saturday Morning We Will Rule the World – 3:17
5. Run Romeo Run – 3:24
6. Still a Long Way to Go – 3:50 (testo: Bradfield, John Niven)
7. Émigré – 3:29 (testo: Bradfield, Niven)
8. To See a Friend in Tears – 3:38 (testo: Jacques Brel – musica: Jacques Brel)
9. Say Hello to the Pope – 3:24
10. The Wrong Beginning – 3:15
11. Which Way to Kyffin – 2:57